# Oxypilus distinctus
Oxypilus distinctus är en bönsyrseart som beskrevs av Max Beier 1930. Oxypilus distinctus ingår i släktet Oxypilus och familjen Hymenopodidae. Inga underarter finns listade i Catalogue of Life.